# Barra fixa

A barra fixa é um dos oito aparelhos utilizados na ginástica artística.
A disputa nas competições nesse aparelho são exclusivamente para homens. O ginasta deve fazer movimentos giratórios em uma rotina acrobática. Está presente nos Jogos Olímpicos de Verão desde sua primeira edição. Este aparelho está creditado ao alemão Friedrich Ludwig Jahn, como seu criador/aperfeiçoador, que, no começo do século XIX, o introduziu nas turnkunst.

## História
A barra alta, tradução literal do inglês high bar, foi, originalmente o nome dado ao poleiro horizontal. Mais tarde, Jahn adotara o nome para este aparelho. Contudo, antes do surgimento oficial do aparato, fora datado o uso de semelhante pelos chineses, helenos e esquimós, que já realizavam os chamados giro-gigantes.
A partir daí a barra fixa continuou a desenvolver-se e melhorar. Seja pela engenhosidade dos ginastas em realizar na barra movimentos impossíveis de serem executados em outros aparelhos, ou pela natural evolução dos movimentos.
Em meados do século XX, a elasticidade da barra gerou mudanças nas apresentações, que ganharam maior velocidade e as largadas e retomadas. Pelas inovações apresentadas durante a evolução do aparelho, tira-se os ginastas Alberto Braglia – destacado por sua técnica de giros e variações de pegadas e Stojan Deltchev – por sua inovação acrobática, que gerou movimentos como o Gienger.

## Aparelho
A barra fixa, enquanto aparelho, é composta pelos mesmos materiais das barras assimétricas femininas - atualmente fabricadas com fibras sintéticas: de vidro e recobertas com madeira e, por vezes, material aderente – e possui semelhante maleabilidade para dar maior segurança aos movimentos dos ginastas. A maleabilidade da barra contribui para um amortecimento dos movimentos acrobáticos que o atleta executa durante sua apresentação.
A barra está localizada a 2,80 m do solo, tem 2,40 m de comprimento e possui 28mm de diâmetro na barra propriamente dita. A barra, assim como as paralelas assimétricas, está presa ao chão através de presilhas e cabos de aço, que impedem qualquer movimento das barras verticais, não comprometendo nem a segurança e nem as apresentações dos atletas.

## Características da competição

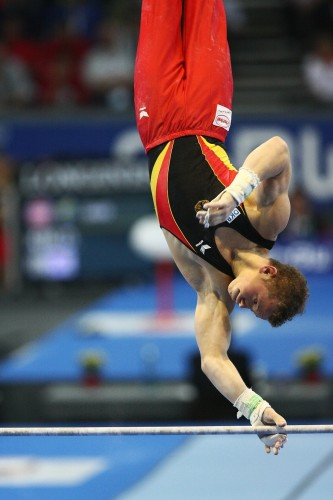
O ginasta alemão Fabian Hambüchen, em apresentação durante o Campeonato Mundial de Stuttgart

Sua sigla, para provas internacionais regulamentadas pela Federação Internacional de Ginástica, é HB. Para as saídas, são usados os mesmos movimentos das provas de salto sobre a mesa. As provas exigem força e coordenação.
A competição masculina conta com o auxílio dos protetores palmares, que impedem lesões nas mãos e ajudam a manter a aderência com o aparelho. A competição varia de quinze a trinta segundos e inclui giros nas duas direções (para frente e para trás). Nesta prova, o ginasta não pode parar de mover-se e necessita de uma velocidade maior nos giros antes de cada acrobacia – para ganhar altura e velocidade de rotação
Para realizar uma boa prova, o atleta necessita cumprir com as seguintes características:
- Largadas e retomadas – com as quais sai e retoma a barra durante as acrobacias
- Giros – dos quais depende para bem realizar os movimentos acrobáticos e manter a postura
- Variação de pegadas – com as quais conta pontos. São usadas ao início e término de cada movimento, inclusive durante os giros
- Limite de elementos – movimentos acrobáticos necessários durante a prova. As exigências constam no Código de Pontos e os movimentos são listados na Tabela de Elementos. Na saída do aparto, a acrobacia necessita ter a dificuldade de  realização.

Para não ser descontado em sua performance, o ginasta não deve soltar-se do aparelho - sem que esteja a realizar um movimento acrobático -, dobrar os joelhos e cotovelos – quando o movimento não pedir tal postura -, hesitar durante um giro, não cumprir com as exigências mínimas acrobáticas e abrir as pernas – quando não solicitar o movimento.

### Movimentos
A respeito dos demais aparelhos da ginástica artística, a barra fixa conta com uma gama variada de exercícios e movimentos, que vão, desde as simples empunhaduras às largadas acrobáticas.
- Empunhadura cubital: Para se entender esta empunhadura, estenda seus braços para frente com as palmas das mãos voltadas para o chão. Faça a seguir uma rotação dos braços para fora, ficando os cotovelos voltados para cima. Desta forma, é que deve ser empunhada a barra. Esta empunhadura exige flexibilidade para rodar os braços e uma grande exigência incide sobre o pulso.
- Apoio: Diz-se apoio quando os pontos de sustentação do corpo estão sobre o aparelho.
- O kippe de apoio: É um movimento que leva da suspensão ao apoio. Com o corpo estendido, o ginasta dá um impulso para a frente, com empunhadura dorsal. Após passar à vertical, flexiona-se o quadril. No final do impulso para a frente, flexiona-se fortemente os quadris e impulsiona-se o peito do pé para a barra.
- Überschlag: Com empunhadura dorsal, o ginasta dá um impulso estendido a partir da parada de mãos. Pouco antes da vertical, estende-se mais o corpo, para passar pela vertical totalmente estendido e em seguida acelerar o movimento das pernas. Chegando à horizontal, diminui-se a velocidade do impulso das pernas. A cabeça fica em posição normal, e as mãos dão um impulso para se soltarem do aparelho. Continua-se o giro até pousar com segurança nos pés.

## Ginastas de destaque
- O japonês bicampeão olímpico e campeão mundial Takashi Ono..
- O também japonês e bicampeão olímpico Mitsuo Tsukahara..
- O grego bicampeão mundial Vlasios Maras..